# علامة استفهام

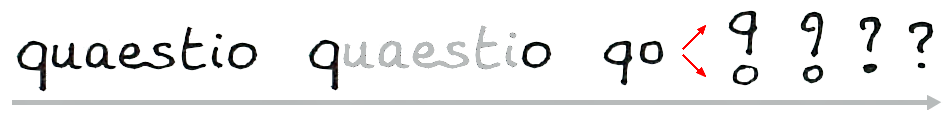
أصل علامة الاستفهام

علامة الاستفهام أو علامة السؤال (؟)، هي علامة رمزية من علامات الترقيم، توضع في نهاية الجملة الاستفهامية. مثل :
- متى تذهب إلى العمل؟
- كم تبعد مدينتك عن العاصمة؟

ولا يوضع نقطة بعد علامة الاستفهام (وعلامة التعجب أيضا)، فهي تعدّ إنهاء للجملة.